# Rivière Rouget
Pour les articles homonymes, voir Rouget.
La Rivière Rouget est un affluent de la rivière Joncas, coulant dans la municipalité de Eeyou Istchee Baie-James, en Jamésie, dans la région administrative du Nord-du-Québec, au Québec, au Canada.

## Géographie
Les bassins versants voisins de la rivière Rouget sont :
- côté nord : rivière Joncas, rivière Missisicabi Ouest ;
- côté est : rivière Joncas, lac Caumont ;
- côté sud : rivière Samson, rivière Harricana ;
- côté ouest : rivière Harricana, rivière Despreux, rivière des Aulnes, rivière Samson.

La rivière Rouget prend sa source à la décharge du lac Éric situé à l'est de la confluence de la rivière Samson avec la rivière Harricana à l'est de la frontière de l'Ontario et à l'ouest de Matagami.
Le cours de la Rivière Rouget coule sur environ 35 km selon les segments suivants :
- vers le nord-ouest jusqu'à la décharge du lac Paquet ;
- vers l'ouest, jusqu'à la décharge du lac Jérémie venant du nord-ouest ;
- vers le nord-ouest, en formant une courbe vers l'est, jusqu'à son embouchure[2].

L'embouchure de la Rivière Rouget se déverse sur la rive gauche de la rivière Joncas, de là, le courant continue généralement
vers le nord-ouest jusqu'à la rive droite de la rivière Harricana laquelle coule vers le nord-ouest jusqu'à la rive sud de la baie James.

## Toponymie
Le toponyme Rivière Rouget a été officialisé le 5 décembre 1968 à la Commission de toponymie du Québec, soit lors de la création de cette commission.